# Bonjour Studio !
Pour plus de détails, voir Fiche technique et Distribution.
Bonjour Studio ! est un documentaire français réalisé par Florian Benac, produit en 2015.

## Synopsis
Bonjour Studio ! suit l'élaboration du film dramatique de Joseph Morder : La Duchesse de Varsovie. Il s'agit donc autant d'un documentaire sur le cinéma et plus particulièrement la fabrication d'un film entièrement tourné en studio que d'un making-of.

## Fiche technique
- Titre : Bonjour Studio !
- Réalisation : Florian Benac
- Photographie : Florian Benac
- Montage : Florian Benac
- Pays d’origine :  France
- Genre : documentaire
- Durée : 74 minutes

## Distribution
- Joseph Morder : lui-même
- Alexandra Stewart : elle-même
- Andy Gillet : lui-même
- Rosette : elle-même
- Françoise Michaud : elle-même